# Saint-Brice, Manche

Saint-Brice este o comună în departamentul Manche, Franța. În 1 ianuarie 2022 avea o populație de 136 de locuitori.